# Protoperidiniaceae
Famille
Les Podolampadaceae sont une famille d'algues dinoflagellés de l’ordre des Peridiniales.

## Étymologie
Le nom vient du genre type Properidinium, composé du préfixe proto-, premier, et du suffixe -peridinium, en référence au genre Peridinium, littéralement « premier péridinien ».

## Liste des genres
Selon AlgaeBase (16 janvier 2022)
- Amphidiniopsis Woloszynska
- Apsteinia T.H.Abé
- Archaeperidinium Jørgensen
- Boreadinium J.D.Dodge & H.B.Hermes
- Capillicysta K.Matsuoka & J.P.Bujak
- Deflagymnium Olaru
- Diplopelta F.Stein ex Jørgensen
- Diplopeltopsis Pavillard
- Diplopsalis R.S.Bergh
- Diplopsalopsis Meunier
- Dissodium T.H.Abé
- Dodgeia Özdikmen
- Entzia Lebour
- Gotoius T.H.Abé
- Herdmania J.D.Dodge
- Huia H.F.Gu, K.N.Mertens, T.T.Liu
- Islandinium M.J.Head, R.Harland & J.Matthiessen
- Kansodinium Carty & Elenor R.Cox
- Kolkwitziella Er.Lindemann
- Lebouraia T.H.Abé
- Lejeunia Gerlach
- Malvinia Houben, Bijl, Guerstein, Sluijs & Brinkhuis
- Malviniella Molinari & Guiry
- Matvienkodinium A.F.Krakhmalny
- Matvienkoella Moestrup & Calado
- Minuscula M.V.Lebour
- Niea T.Liu, K.N.Mertens & H.Gu
- Oblea Balech ex Loeblich & A.R.Loeblich
- Preperidinium Mangin
- Properidinium Meunier
- Protoperidinium Bergh
- Quinquecuspis Harland ex Head
- Trinovantedinium P.C.Reid
- Votadinium P.C.Reid
- Zygabikodinium Loeblich & A.R.Loeblich